# Cylindrotoma nigriventris
Cylindrotoma nigriventris är en tvåvingeart som beskrevs av Friedrich Hermann Loew 1849. Cylindrotoma nigriventris ingår i släktet Cylindrotoma och familjen mellanharkrankar. Inga underarter finns listade i Catalogue of Life.